# Porta Nigra
Porta Nigra, Svarta porten, är en romersk stadsport i Trier. Den uppfördes i grå sandsten från år 186 till 200 e.Kr.
Den är 29 meter hög, 34 meter i bredd och 24 meter i djup. 
Under romartiden var Porta Nigra en av stadens fyra portar: Porta Nigra i norr, Porta Alba i öster, Porta Media i söder och Porta Inclyta i väster. Av dessa återstår idag endast Porta Nigra.  
På medeltiden byggdes den om till en kyrka som senare revs av Napoleon för att få fram den ursprungliga byggnaden. 
År 1986 fördes Porta Nigra upp på Unescos världsarvslista.